# Meisfjorden
Meisfjorden er en omkring 9 kilometer lang fjord i Leirfjord på Helgeland  i Norland fylke i Norge. Fjorden er i nord afgrænset af Ulvangsøya, en smal landtunge mod Ulvangen, og videre af fastlandet. I sør er fjorden avgrenset av den smale Leinesodden som skiller Meisfjorden fra Leirfjorden. Fjorden er smal, fra 150 til 500 meter bred. Midtvejs, ved Holmvika, ligger Meisfjordholmen, som næsten deler fjorden i to.
Inderst i fjorden, ved udløbet af Bøelva, ligger bebyggelsen Meisfjord. Fylkesvej 17 går parallelt med Meisfjorden på sydsiden og vejen til Fagervika går parallelt med fjorden på nordsiden.